# Hengersberg

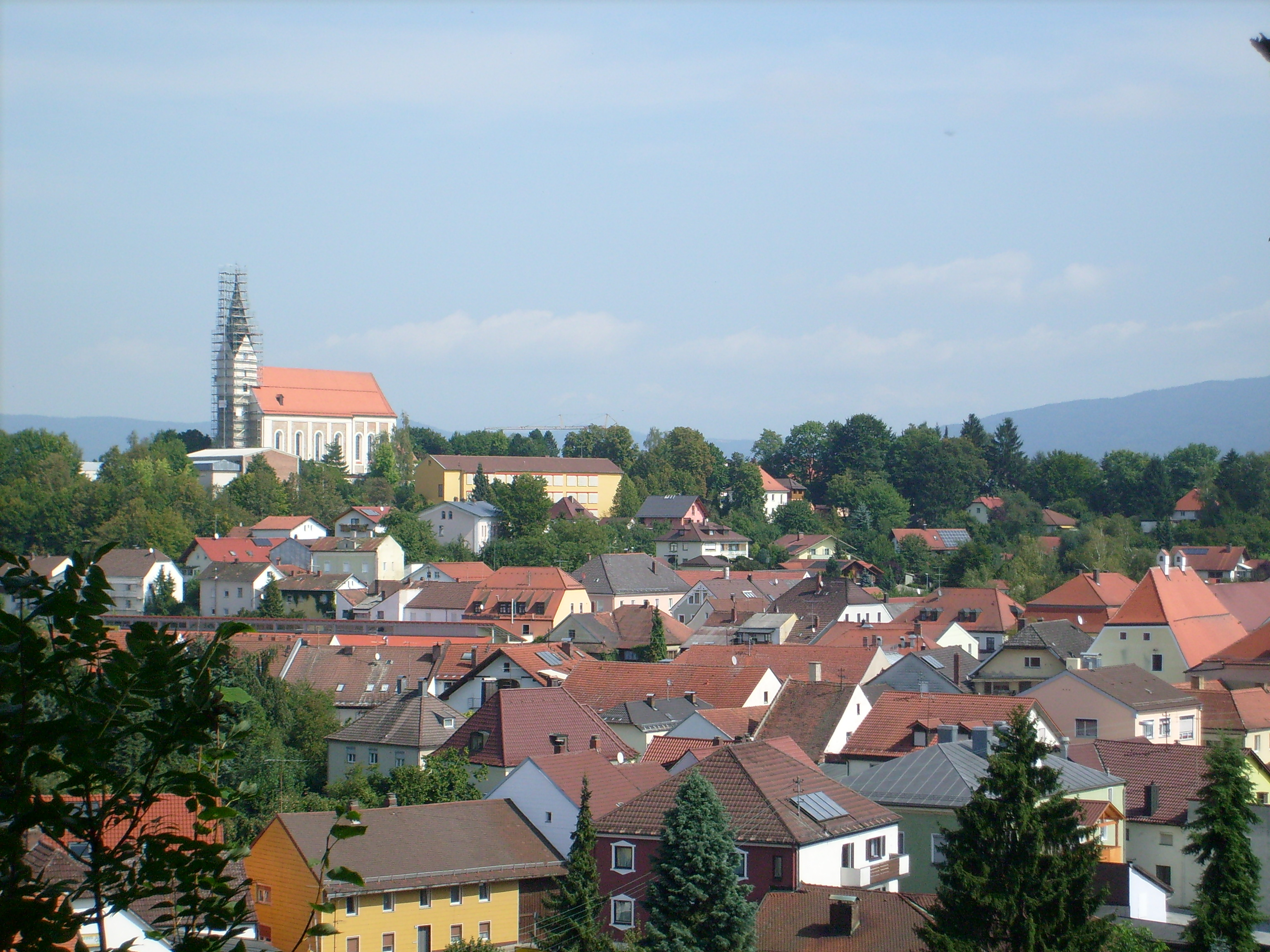
Vista de Hengersberg

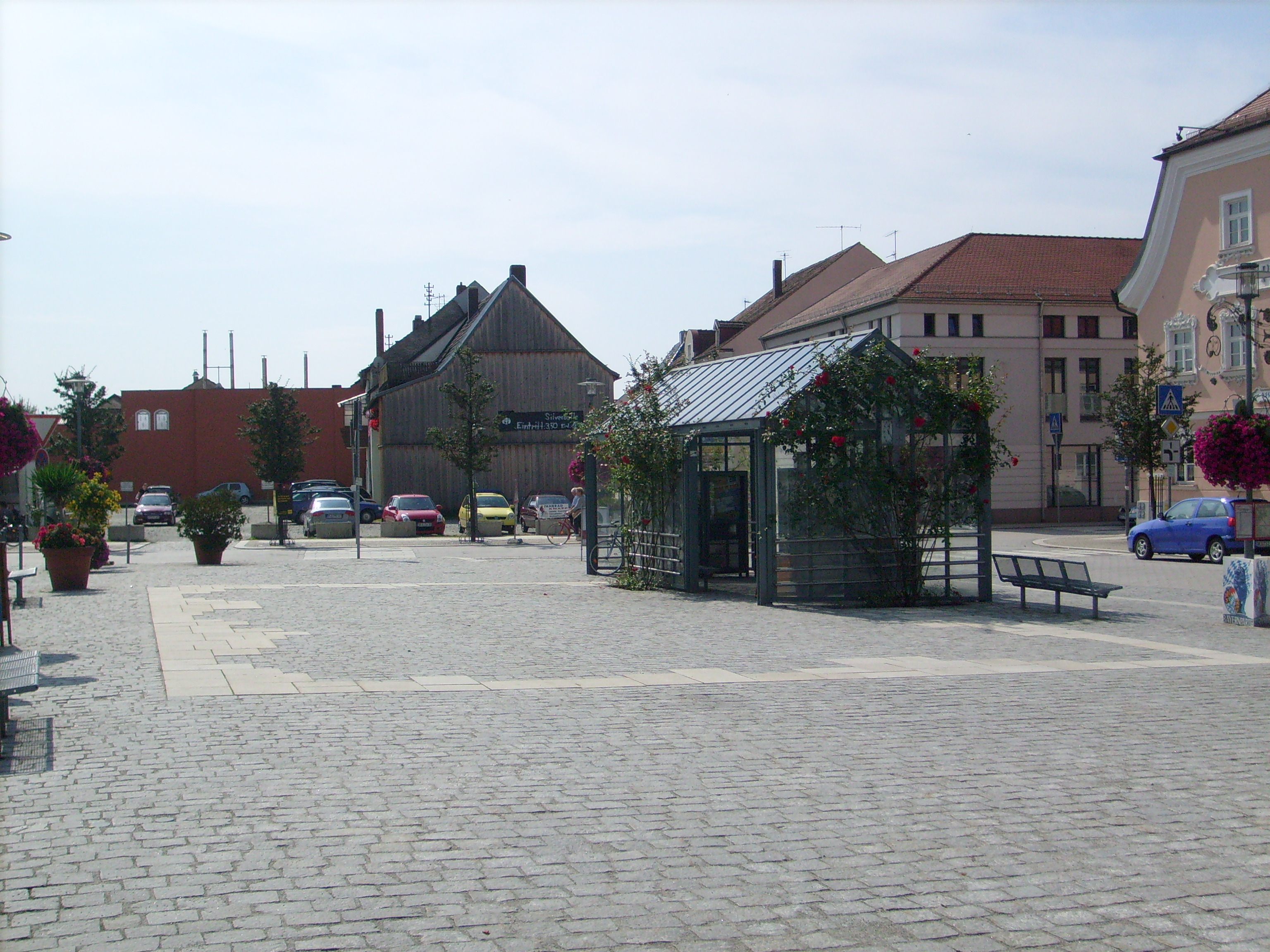
Plaza céntrica de Hengersberger (Marktplatz)

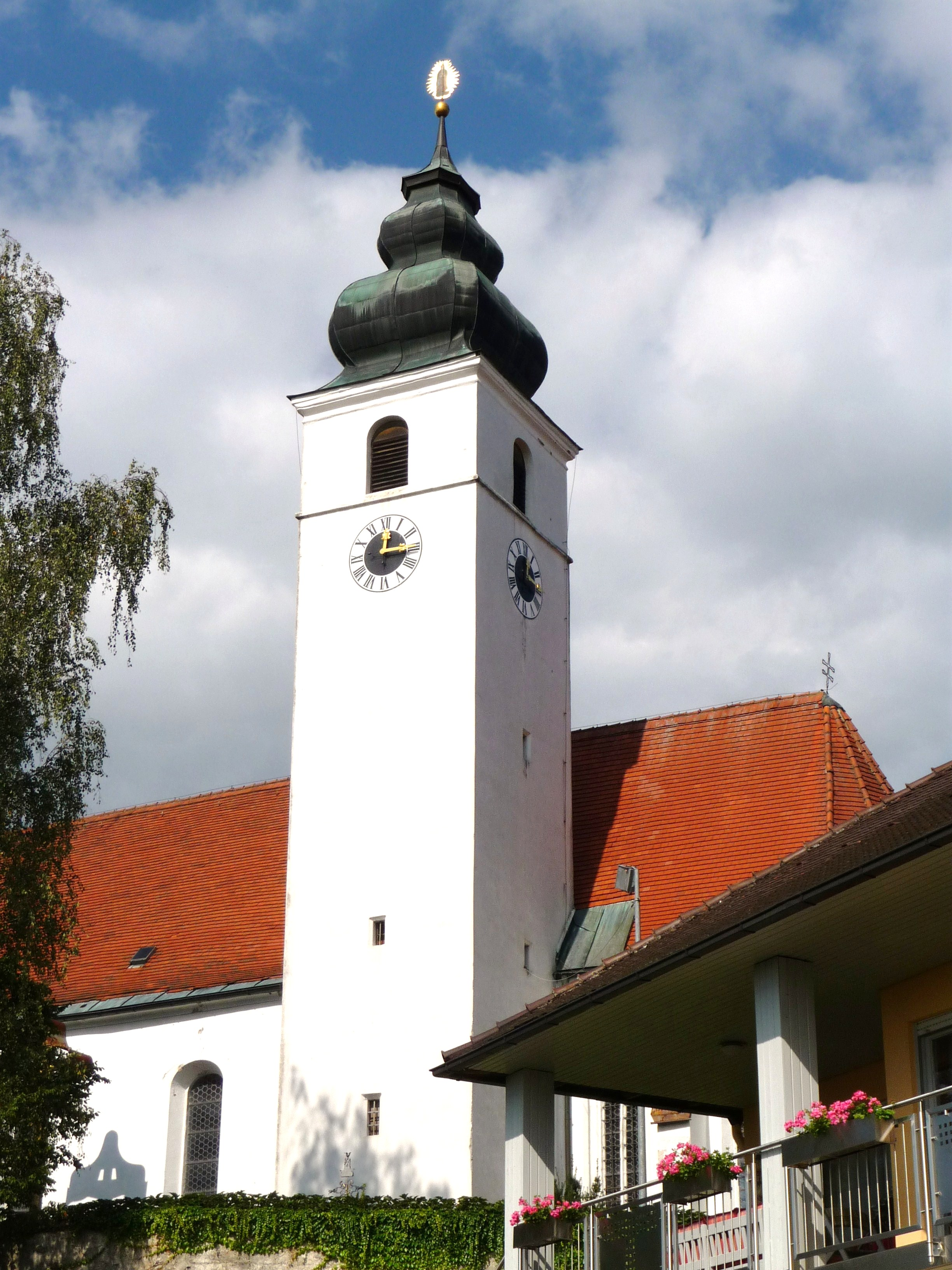
Iglesia Maria Himmelfahrt

Hengersberg es una pequeña población (Markt) de la Baja Baviera, en el distrito de Deggendorf.

## Geografía
Hengersberg se encuentra en la autopista A3, a 10 km de Deggendorf, en la Región Donau-Wald.

### Barrios
Las barriadas de la localidad de Hengersberg son: Altenufer, Anzenberg, Boxbach, Buch, Edermanning, Emming, Erkerding, Erlachhof, Eusching, Frohnhofen, Furth, Grubmühle, Heiming, Hinterweinberg, Holzberg, Holzerreuth, Hörgolding, Hörpling, Hub, Hubmühle, Hütting, Kading, Killersberg, Klausberg, Lapferding, Leebbergheim, Lichtenöd, Lohhof, Manzing, Matzing, Mimming, Mutzenwinkl, Neulust, Nußberg, Oberanzenberg, Oberellenbach, Oberreith, Obersimbach, Pfaffing, Ponau, Rading, Reichersdorf, Reisach, Schlott, Schwanenkirchen, Schwarzach, Sicking, Siederding, Siedersberg, Thannberg, Trainding, Unterellenbach, Unterfrohnstetten, Unterreith, Untersimbach, Viehdorf, Vorderweinberg, Walmering, Waltersdorf, Weickering, Wessenhof, Würzing,
Zilling.

## Historia
Hengersberg fue fundada en el año 997 como Helmgeresberg por Gotardo de Hildesheim, a orillas del Danubio. El monumento más antiguo es la iglesia de Frauenberg. En 1009 el káiser Heinrich II le dio el estatus de Markt. 

### Población
En el censo de 1970, 5239 vecinos; en el censo de 1987, 6150 vecinos; en enero de 2000, 7373 vecinos, con una población flotante real de 7703 vecinos.

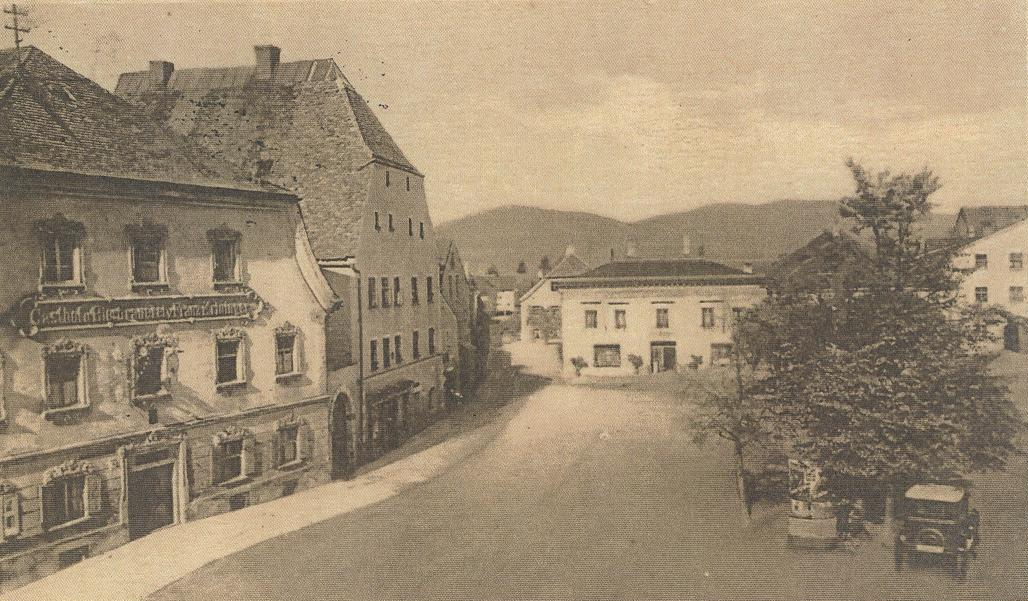
Estampa antigua de la plaza Marktplatz

## Política

### Elecciones municipales
En las elecciones locales del 16 de marzo de 2014 hubo una participación del 55,6 % del censo y se repartieron un total de 20 escaños:
CSU 6 escaños (30,6 %)
- Berger Mathias
- Bernreiter Roland
- Lallinger Willi
- Mittermüller Ursula
- Preisinger Roland
- Wirth Bernhard

FW Hengersberg-Altenufer 5 escaños (22,5 %)
- Domani-Bauer Andrea
- Donaubauer Anton
- Dr. Einhellig Josef
- Hielscher Walter
- Seidl Karl-Heinz

SPD 3 escaños (16,2 %)
- Luksch Daniel
- Nadolny Raimund
- Straßer Ewald

FW Schwanenkirchen-Waltersdorf 2 escaños (10,1 %)
- Grill Johann
- Maier Xaver

FW Schwarzach-Frohnstetten 2 escaños (9,2 %)
- Maiwald Gerhild
- Schlederer Stefan

Hengersberger Bürgerblock 1 escaño (6,0 %)

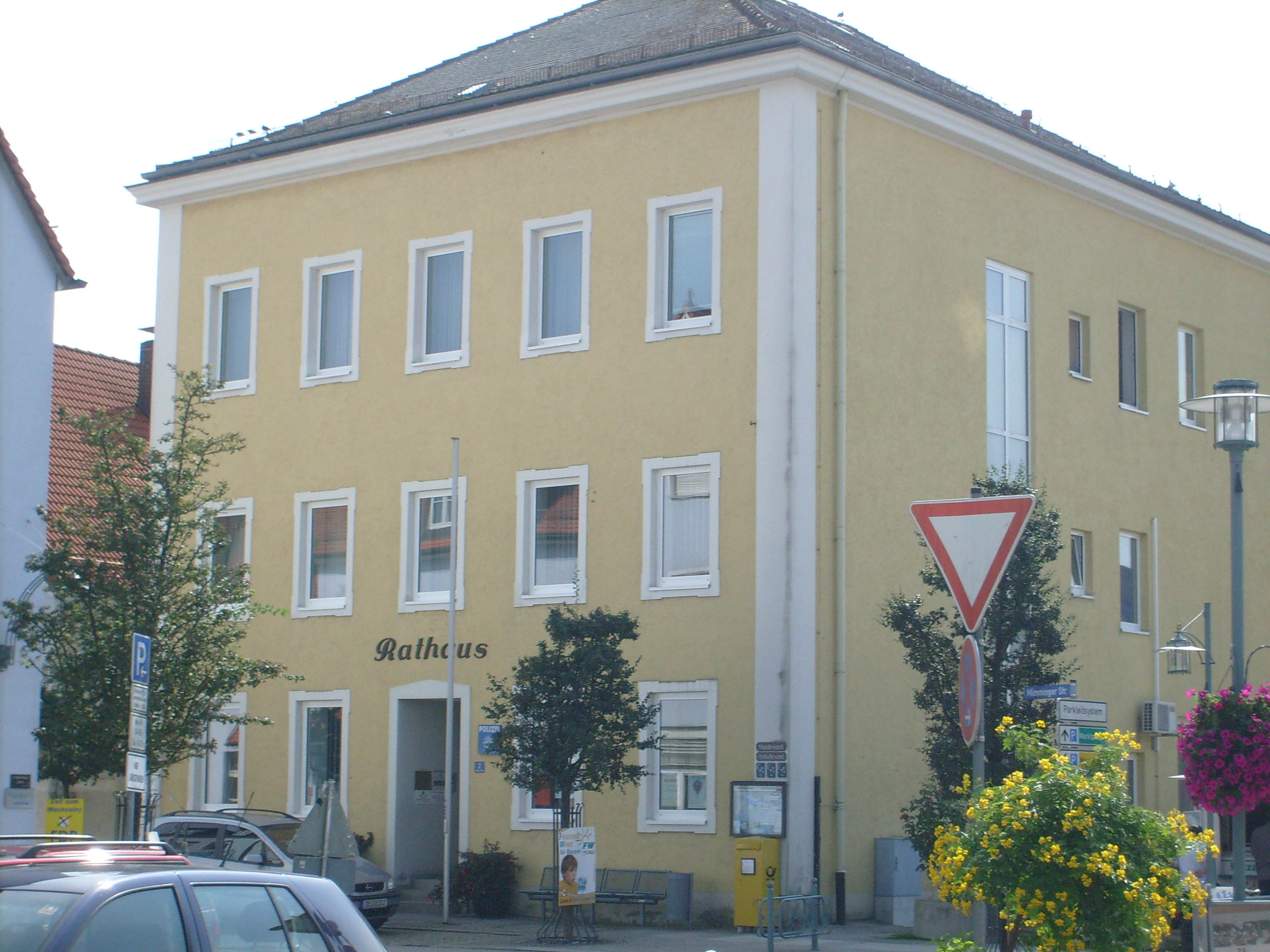
Plaza de Rathaus (Marktplatz)

- Schuster-Grill Alexandra

Junge Liste 1 escaño (5,4 %)
- Lang Michael

### Alcaldía
El 16 de febrero de 2003 resultó elegido alcalde (Bürgermeister) Christian Mayer (Freie Wähler). En las elecciones locales del 16 de marzo de 2014 los partidos se repartieron 20 escaños y hubo una participación del 59,8 % del censo de electores. En la constitución del Ayuntamiento, el 8 de mayo de 2014 resultó elegido alcalde Karl-Heinz Seidl (Freie Wähler) y Teniente de alcalde, Raimund Nadolny (SPD).

## Educación
En enero de 1999 existían los siguientes centros educativos:
- Colegios: 3, con 225 niños y 222 niñas.
- Institutos (volksschulen): 2, con 35 aulas y 661 estudiantes.

## Monumentos y lugares de interés
- Iglesia Marien auf dem Frauenberg
- Parroquia de Rohrberg
- Kunst-Museum (Spital)
- Rathaus (Amtsgerichtsgebäude)
- Capilla de St.-Josephs
- Capilla de St.-Gotthard en Reichersdorf
- St.-Gotthard-Gedächtnis-Raum de Godlhof en Reichersdorf
- Portada de St. Laurentius y St.-Gotthard en la iglesia de Schwanen
- Capilla de Unbefleckten Empfängnis Mariä en la iglesia de Schwanen